# Người mẹ (phim 2003)
Người mẹ (tiếng Anh: The mother) là một phim tâm lý xã hội lãng mạn do Roger Michell đạo diễn, xuất phẩm ngày 14 tháng 11 năm 2003 tại London.

## Lịch sử
Ý tưởng truyện phim phát xuất từ một bài viết trong mục tâm sự hàng tuần do độc giả gửi đến một tuần báo Ba Lan mà tác giả kịch bản Hanif Kureishi đọc được khi đang du lịch Kraków. Cốt truyện chính khai thác yếu tố ẩn ức tình dục trong gia đình hiện đại, ở giai đoạn con cái đã phương trưởng và người già bị bỏ rơi trong cô quạnh.

## Nội dung
Ba chục năm sau khi ông Toots qua đời, vợ ông - bà May - vẫn ở vậy cùng con gái ở một tòa nhà trắng tuyệt đẹp tại Bắc Anh. Cậu cả Bobby đã trưởng thành và kết hôn, chẳng còn mấy mặn mà với cuộc sống hiu quạnh ở nông thôn, bèn tới London làm việc.
Thường nhật, bà May giết thì gian bằng việc làm vườn và thi thoảng đi chơi các hội người già. Cô út Paula còn độc thân, liền dẫn một gã nát rượu tên Darren về nhờ đóng cho mẹ một cái chòi giữa vườn để bà ươm cây giống, đồng thời có chỗ tụ tập bạn bè.
Qua những cuộc gặp ngẫu nhiên, giữa bà May và gã Darren dần nảy sinh đồng cảm. Bà May đã vò võ bao năm, còn Darren trải qua cuộc đời phiêu bạt luôn thèm hơi ấm tình thương. Sau vài lần qua lại, rốt cuộc họ lên giường tận hưởng khoái cảm tình dục với nhau. Ban đầu chỉ là giúp nhau bớt phần trống trải, sau thành tình cảm lứa đôi.
Mối quan hệ này tưởng dài mãi cho tới khi Helen - vợ Bobby, cũng là người tình cũ của Darren - phát hiện. Trong khi Bobby vẫn bàng quan với cảnh sống tù túng của mẹ và em, thì giữa bà May và Paula nảy sinh tranh cãi.
Để trốn chạy nỗi lòng, bà May lao vào những cuộc hẹn hò với người đồng tuổi, nhưng không thỏa mãn được. Sau cùng, bà gặp lại Paula và Darren - lúc này đã bỏ mọi mâu thuẫn để chuẩn bị kết hôn. Kết thúc phim bỏ ngỏ số phận các nhân vật.

## Kĩ thuật
Phim được thực hiện tại London mùa hè 2002.

### Sản xuất
- Hiệu đính: Nicolas Gaster
- Phối trí: Michelle Day
- Phục trang: Natalie Ward

### Diễn xuất
- Anne Reid... May, mother to Bobby and Paula, widow of Toots
- Daniel Craig... Darren, Bobby's best friend and Paula's lover, a handyman
- Peter Vaughan... Toots, May's husband and Bobby and Paula's father
- Danira Gović... Au Pair
- Steven Mackintosh... Bobby, son of Toots and May, and brother to Paula
- Cathryn Bradshaw... Paula, daughter of Toots and May, and sister to Bobby
- Anna Wilson-Jones... Helen, Bobby's estranged wife
- Harry Michell... Harry, Bobby and Helen's son
- Rosie Michell... Rosie, Bobby and Helen's daughter
- Izabella Teleżyńska... Lao công Ba Lan nhập cư
- Carlo Kureishi... Jack lớn
- Sachin Kureishi... Jack nhỏ

## Vinh danh
- 2004 London Critics Circle Film Awards

ALFS Award - Anne Reid
- 2004 BAFTA Awards

BAFTA Film Award - Anne Reid
- 2004 British Independent Film Award - Anne Reid
- 2004 Cinemanila International Film Festival

Lino Brocka Award - Roger Michell
- European Film Awards

2004 Audience Award - Daniel Craig và Anne Reid
2003 European Film Award - Anne Reid và Hanif Kureishi
- 2004 London Critics Circle Film Awards

ALFS Award - Daniel Craig, Hanif Kureishi, Film of the Year (phim hay nhất năm)
- 2004 Shanghai International Film Festival

Golden Goblet - Roger Michell

## Liên kết
1. ↑  Trang nhất
2. ↑  About The mother (2003)
3. ↑  The mother: Trying to sidestep old age with a brisk leap into bed

### Tư liệu
- Người mẹ trên Internet Movie Database
- Người mẹ tại Rotten Tomatoes
- About The Mother